# Konzorcij
Konzorcij (iz lat. con-sortes, plural consors (consortis) = kolega ili dionik) je udruženje dvije ili više osoba, tvrtki, organizacija ili vlada (ili bilo kojoj kombinaciji) s namjerom sudjelovanja u zajedničkim aktivnostima ili iskorištavanje zajedničkih resursa za postizanje zajedničkog cilja.
U konzorcij banaka udružuju se dvije ili više banaka, najčešće radi ostvarivanja ambicioznih razvojnih programa, radi podjele rizika u velikim financijskim projektima ili iz nekih drugih razloga.
Za razliku od udruge konzorcij ne ulazi strukturni odnos s članovima konzorcija. Konzorcij slijedi ugovoreni sporazum.

## Vanjske poveznice
- Definicija prema moj-bankar.hr